# Nervilia infundibulifolia
Nervilia infundibulifolia là một loài thực vật có hoa trong họ Lan. Loài này được Blatt. & McCann mô tả khoa học đầu tiên năm 1932.